# Saint-Gervais-la-Forêt
Saint-Gervais-la-Forêt település Franciaországban, Loir-et-Cher megyében. Lakosainak száma 3184 fő (2022. január 1.). Saint-Gervais-la-Forêt Blois, Cellettes, Chailles és Vineuil községekkel határos.

## Népesség
A település népessége az elmúlt években az alábbi módon változott:
| Lakosok száma | 1775 | 2702 | 2784 | 3413 | 3285 | 3224 | 3201 | 3174 | 3166 | 3184 |
|               | 1968 | 1982 | 1990 | 2006 | 2013 | 2015 | 2017 | 2019 | 2020 | 2022 |